# Наумкина, Ольга Львовна
Ольга Львовна Наумкина  (род. 23 октября 2004 года, Санкт-Петербург, Россия) — российская спортсменка, тайский боксер. Чемпионка России и мира 2025 года в весовой категории до 48 кг.

## Биография
Родилась Ольга в северной столице Санкт-Петербурге, в возрасте 7 лет пришла в секцию тайского бокса, где ее первым тренером был Рамиль Курмантаев.

## Спортивная карьера
Первые результаты для Ольги пришли в 2018 году, когда она стала победительницей России среди девочек. В этом же году она заняла третье место на первенстве мира среди девочек, который прошёл в Таиланде. В 2019 году во второй раз стала победительницей первенства России среди девочек в весе до 42 кг и отобралась на первенство мира в Турции и успешно его выиграла. В 2020 году в третий раз выиграла первенство России среди девочек. В 2021 году Наумкина в четвертый раз стала первой на первенстве России, а также выиграла первенство мира среди девочек в Таиланде. В 2022 году в пятый раз успешно выступила на первенстве России. В 2023 году она впервые добыла серебряную медаль на взрослом чемпионате страны в Магнитогорске. В 2024 году выиграла первенство мира среди спортсменов до 23 лет в Греции. В феврале 2025 году впервые стала чемпионкой России среди взрослых. 31 мая 2025 года она выиграла чемпионат мира, который прошёл в Турции.

## Спортивные достижения
- Первенство России среди девочек 2018, 2019, 2020, 2021, 2022 — ;
- Первенство мира среди девочек 2018, 2022 — ;
- Первенство мира среди девочек 2019, 2021 — ;
- Первенство мира до 23 лет 2024 — ;
- Чемпионат России 2023 — ;
- Кубок России 2024 — ;
- Чемпионат России 2025 — ;
- Чемпионат мира 2025 — ;

## Личная информация
Наумкина является студенткой Российского государственного педагогического университета им. А. И. Герцена.